# Trofotenia
Trofotenia (trophotaeniae) – krótkie, rozetowate lub silnie wydłużone wyrostki odchodzące od otworu odbytowego embrionów ryb z rodziny żyworódkowatych (Goodeidae) służące do dokarmiania embrionów, podobnie jak pępowina. Trofotenia przylegają do ścian jajnika i czerpią z nich substancje odżywcze. Tworzą łożysko trofoteniczne. Silnie wydłużone trofotenia taśmowate występują u ryb z rodzajów Allophorus, Ameca i Chapalichthys mogą pobierać duże cząsteczki pokarmu. Występujące w rodzajach Allotoca, Goodea i Neophorus trofotenia rozetkowate są zdolne do wchłaniania tylko małych cząsteczek. U Ataeniobius toweri nie występują.
Termin trophotaeniae został wprowadzony przez C.L. Hubbsa i C.L. Turnera.